# Danil Gouchtchine
Danil Vadimovitch Gouchtchine - en russe : Данил Вадимович Гущин et en anglais : Danil Gushchin - (né le 2 février 2002 à Iekaterinbourg en Russie) est un joueur professionnel russe de hockey sur glace. Il évolue au poste d'attaquant.

## Biographie

### Carrière en club
Formé au Spartakovets Iekaterinbourg, il poursuit sa formation dans les équipes de jeunes du HK Dinamo Moscou, du HK CSKA Moscou avant de partir en 2018 chez les Lumberjacks de Muskegon dans l'USHL. Lors du repêchage d'entrée dans la LNH 2020, il est choisi au 3e tour, à la 79e position au total par les Golden Knights de Vegas. En 2021-2022, il évolue chez les IceDogs de Niagara dans la Ligue de hockey de l'Ontario puis passe professionnel en 2022 avec le Barracuda de San José, club-école des Sharks de San José dans la Ligue américaine de hockey. Le 1er avril 2023, il joue son premier match et marque son premier but dans la Ligue nationale de hockey avec les Sharks face aux Coyotes de l'Arizona. Le 4 avril 2023, il enregistre sa première aide dans la LNH face à l'Avalanche du Colorado.

### Carrière internationale
Il représente la Russie en sélections jeunes.

## Trophées et honneurs personnels

### USHL
- 2019-2020 : nommé dans la troisième équipe des étoiles.
- 2020-2021 : nommé dans la première équipe des étoiles.

## Statistiques

### En club
| Saison    | Équipe                  | Ligue |    | Saison régulière | Saison régulière | Saison régulière | Saison régulière | Saison régulière |   | Séries éliminatoires | Séries éliminatoires | Séries éliminatoires | Séries éliminatoires | Séries éliminatoires |
| Saison    | Équipe                  | Ligue | PJ | B                | A                | Pts              | Pun              | PJ               | B | A                    | Pts                  | Pun                  |                      |                      |
| 2018-2019 | Lumberjacks de Muskegon | USHL  | 51 | 16               | 20               | 36               | 30               | 2                | 0 | 0                    | 0                    | 0                    |                      |                      |
| 2019-2020 | Lumberjacks de Muskegon | USHL  | 42 | 22               | 25               | 47               | 42               | -                | - | -                    | -                    | -                    |                      |                      |
| 2020-2021 | Lumberjacks de Muskegon | USHL  | 46 | 32               | 32               | 64               | 42               | 4                | 3 | 1                    | 4                    | 0                    |                      |                      |
| 2021-2022 | IceDogs de Niagara      | LHO   | 51 | 41               | 30               | 71               | 50               | -                | - | -                    | -                    | -                    |                      |                      |
| 2021-2022 | Barracuda de San José   | LAH   | 3  | 0                | 0                | 0                | 2                | -                | - | -                    | -                    | -                    |                      |                      |
| 2022-2023 | Barracuda de San José   | LAH   | 67 | 22               | 23               | 43               | 24               | -                | - | -                    | -                    | -                    |                      |                      |
| 2022-2023 | Sharks de San José      | LNH   | 2  | 1                | 1                | 2                | 0                | -                | - | -                    | -                    | -                    |                      |                      |
| 2023-2024 | Barracuda de San José   | LAH   | 56 | 20               | 34               | 54               | 24               | -                | - | -                    | -                    | -                    |                      |                      |
| 2023-2024 | Sharks de San José      | LNH   | 4  | 1                | 1                | 2                | 0                | -                | - | -                    | -                    | -                    |                      |                      |
| 2024-2025 | Barracuda de San José   | LAH   | 56 | 28               | 23               | 51               | 34               | 4                | 1 | 0                    | 1                    | 2                    |                      |                      |
| 2024-2025 | Sharks de San José      | LNH   | 12 | 0                | 1                | 1                | 6                | -                | - | -                    | -                    | -                    |                      |                      |

### En équipe nationale
| Année | Compétition                          |   | PJ | B | A | Pts | Pun | +/-               |  | Résultat |
| 2019  | Championnat du monde moins de 18 ans | 7 | 1  | 1 | 2 | 14  | 0   | Médaille d'argent |  |          |